# 愛知教育大學
愛知教育大學（日語：あいちきょういくだいがく）是總部設置在日本愛知縣刈谷市的一所國立大學。成立於1949年，簡稱為愛教大。

## 历史
於西元1949年統合愛知第一師範学校、愛知第二師範学校、愛知青年師範学校此三所學校而新成立的一所大學，原名為愛知學藝大學。1966年改名為現在的校名。
是專門養成教師的一所大學，愛知縣的幼稚園老師、小學老師、中學老師，有極高的比例都是畢業於此大學。

## 外部連結
- 愛知教育大学 （页面存档备份，存于）